# کمپانی دس آلپس
کمپانی دس آلپس (انگلیسی: Compagnie des Alpes) شرکت گردشگری فرانسوی است، که در سال ۱۹۸۹ تأسیس شد.